# Clematis armandii
Clematis armandii es una especie de liana de la familia de las ranunculáceas procedente de zonas templadas de China y Birmania.

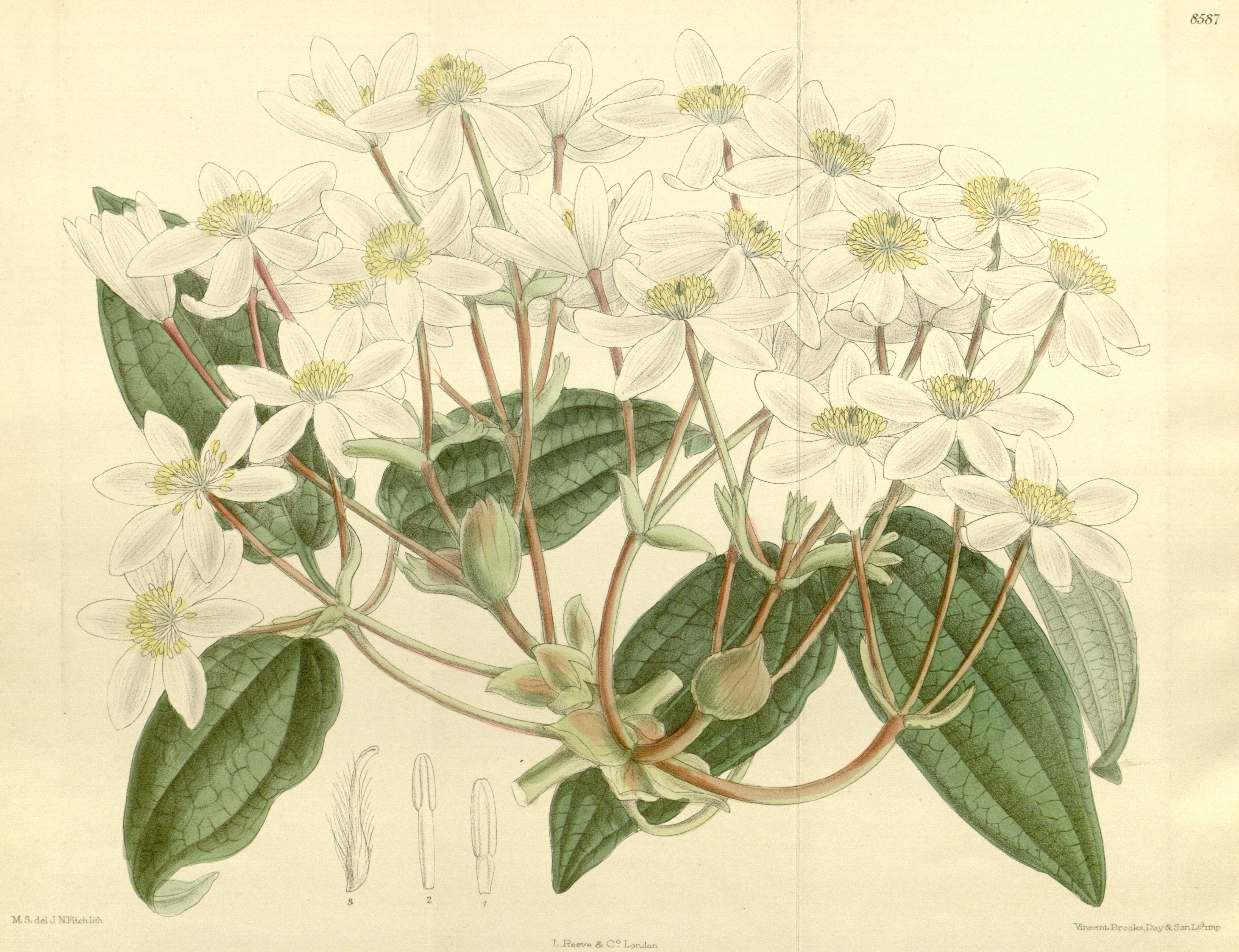
Ilustración

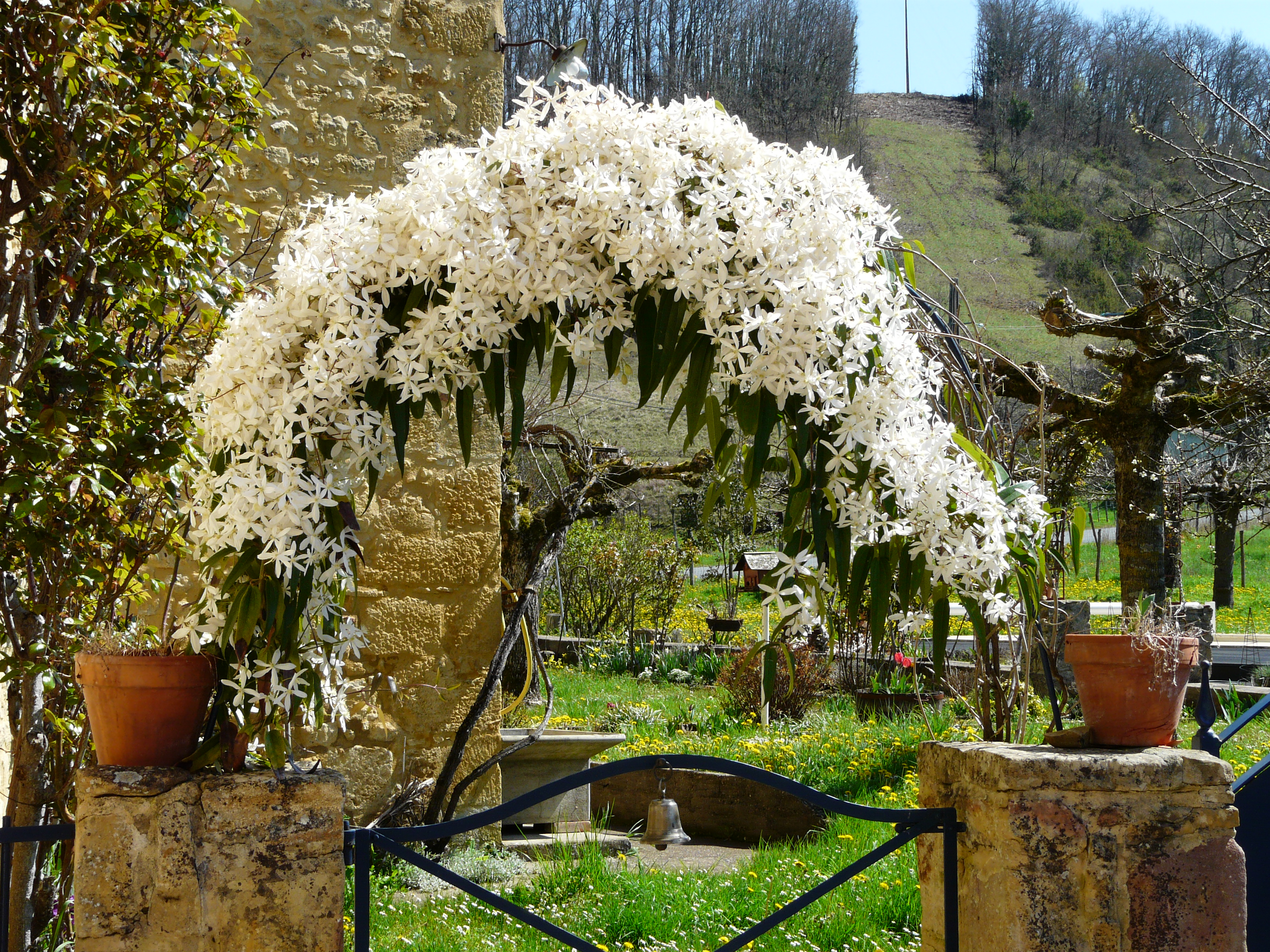
Uso ornamental de Clematis armandii

## Descripción
Es un bejuco leñoso. Los tallos alcanzan un tamaño de  6 m de longitud, las ramas superficiales longitudinales con 10 a 16 ranuras, escasamente pubérulas, glabrescentes; escamas de las yemas axilares ovaladas, triangulares o rectangulares, de 0,8 - 2 cm, pubérulas. Hojas ternadas, con pecíolo de 3,6 - 11 cm, basalmente escasamente pubérulas o glabras; las hojas  estrechamente ovadas, lanceoladas o aovadas, de 5 - 16 x 1.5 - 7 cm, coriáceas, glabras en ambas superficies, la base redondeada, subcordada, o en términos generales cuneada, el margen entero acuminado, el ápice atenuado; las venas basales prominentes abaxialmente. Las inflorescencias en cimas con 1  a muchas flores, a partir de yemas axilares de las ramas viejas, rara vez de axilas de las hojas de las ramas del año en curso; pedúnculo 0,4 - 8 cm,  brácteas estrechamente oblongas a lineares, 0,7 - 2 cm. Flores de 2 a 8 cm de diámetro. Pedicelo 1.8 - 7 cm. Sépalos 4 (- 6), blancos o rosados. Los frutos son aquenios estrechamente ovados a elíptico-ovados, de 4-5 x 2 - 2,6 mm. Fl. marzo-abril, fr. desde abril hasta julio.

## Distribución
Se encuentra en los bosques, laderas, matorral, a lo largo de los arroyos; a una altitud de 100 - 2400 m s. n. m., en Fujian, Gansu, Cantón, Guangxi, Guizhou, Hubei, Hunan, Jiangxi, Shaanxi, Sichuan, Xizang, Yunnan y Zhejiang en China y en Birmania.

## Taxonomía
Clematis armandii fue descrita por Adrien René Franchet y publicado en Nouvelles archives du muséum d'histoire naturelle, sér. 2, 8: 184, pl. 2, en el año 1885.
Etimología
Clematis: nombre genérico que proviene del griego klɛmətis. (klématis) "planta que trepa".
armandii: epíteto
Sinonimia
- Clematis biondiana Pavol.
- Clematis ornithopus Ulbr.[4]

### Variedades

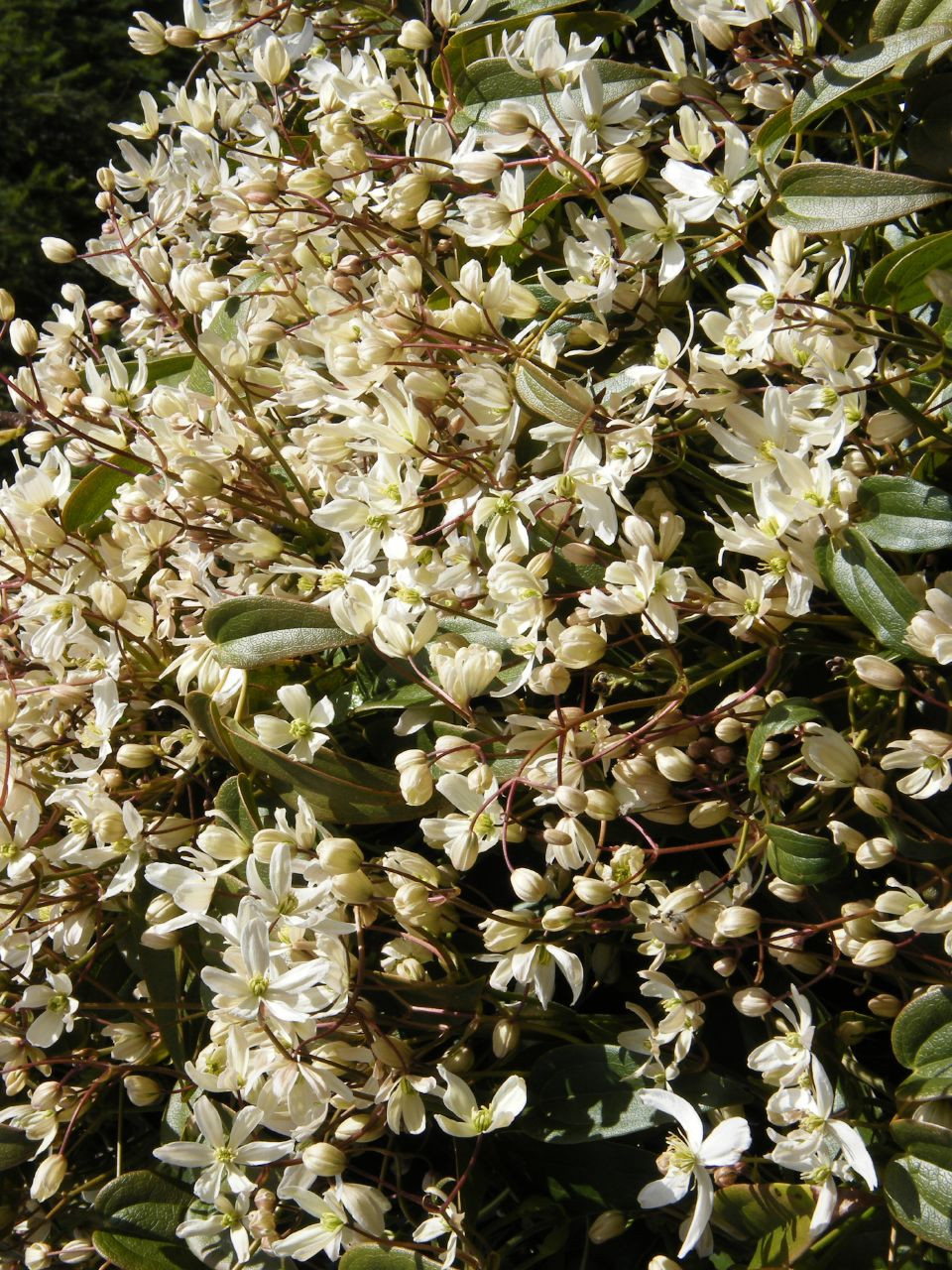
Floración

var. armandii
Clematis armandii var. biondiana (Pavol.) Rehder	
var. farquhariana (Rehder & E.H.Wilson) W.T.Wang
Clematis armandii f. farquhariana Rehder & E.H.Wilson
var. hefengensis (G.F.Tao) W.T.Wang
Clematis hefengensis G.F.Tao
var. retusifolia (J.Q.Fu & S.B.Ho) W.T.Wang
Clematis retusifolia J.Q.Fu & S.B.Ho

## Química y medicina[9]
En el género Clematis se encuentran principalmente compuestos como las saponinas triterpenoides, las cuales están relacionadas con propiedades antiinflamatorias, antimicrobianas, inmunoestimulantes, entre muchas otras. Los flavonoides y las antocianinas también están asociados a propiedades medicinales de la planta, como efectos antivirales, cardioprotectores, antioxidantes y beneficios para la salud visual, cardiovascular y cerebral.
Las saponinas asociadas al género Clematis son de interés taxonómico, ya que permiten agrupar las especies en tres clados:
- Clado I: Corresponde a la sección Rectae del subgénero Clematis, e incluye cuatro especies, entre ellas C. armandii. Estas especies comparten cinco saponinas: Huzhangósido B (HGB), Clematichinenósido C (CCC), Seiboldianósido A (SDA), Huzhangósido D (HGD) y Clematichinenósido     B (CCB).
- Clado II: Pertenece a la sección Clematis, incluye también cuatro especies que comparten las saponinas CCB, HGD, CCC y HGB.
- Clado III: Corresponde al subgénero Viorna e incluye dos especies que comparten HGD y Clemochinenósido A (CCA).